# Гольдштейн, Барух
Бару́х Копл Гольдште́йн (ивр. ברוך קופל גולדשטיין‎; 9 декабря 1956 года — 25 февраля 1994 года) — израильский врач американского происхождения, совершивший в 1994 году теракт в Пещере Патриархов (Хеврон), во время которого убил 29 молящихся мусульман в мечети Ибрагима (в Пещере Патриархов) и ещё более 150 человек ранил. Мусульмане обезоружили Гольдштейна и забили его до смерти.

## Биография
Барух Гольдштейн родился в Бруклине, в ортодоксальной еврейской семье. Обучался в религиозной школе «Yeshiva of Flatbush» и университете «Yeshiva University», в котором изучал медицину. Гольдштейн состоял в Лиге защиты евреев (JDL), организованной раввином Меиром Кахане и отстаивающей еврейские радикальные политические позиции.
После репатриации в Израиль в 1983 году он служил в армии в качестве врача, сначала по призыву, а затем на сборах в качестве резервиста. После окончания срочной службы Гольдштейн жил в еврейском поселении Кирьят-Арба в Хевроне, где работал врачом. Был женат, отец четырёх детей. Состоял в избирательном списке от партии КАХ во время выборов в кнессет одиннадцатого созыва. Был избран в городской совет Кирьят-Арба от партии КАХ, после убийства Меира Кахане способствовал созданию в Кирьят-Арба мемориального парка его имени.
По сообщениям израильской прессы, «согласно рассказам знавших его людей», Гольдштейн отказывался лечить неевреев, даже служащих в израильской армии. Тем не менее, имена этих якобы «знавших его людей» никогда и нигде не сообщались. В то же время доктор Манфред Лехман, ссылаясь на отчёт комиссии Шамгара, утверждает, что Гольдштейн занимался лечением как минимум одного арабского террориста в 1990 году. Ряд аналогичных свидетельств со ссылкой на отчёт Шамгара приводит доктор Хаим Саймонс.
Начиная с конца 1993 года, после заключения Соглашений в Осло, атмосфера жизни еврейских жителей в поселениях, равно как и по всему Израилю, была очень напряженной. В ходе непрекращающихся терактов внутри Хеврона и в Кирьят-Арбе погибло несколько человек.
6 декабря 1993 года погиб близкий друг Баруха Гольдштейна, выходец из Советского Союза, Мордехай Лапид, отец 15 детей. Он был застрелен террористами в своей машине вместе со своим сыном Шаломом. Барух Гольдштейн в качестве врача был вызван для помощи жертвам, но уже не мог спасти своих друзей. По свидетельству жителя Кирьят Арба Давида Рамати, Гольдштейн с этого момента стал называть арабов «нацистами».

## События в Пещере Патриархов
25 февраля 1994 года (в этот день праздновался Пурим) в пять часов утра Гольдштейн вошел в Пещеру Патриархов (святое для иудеев и мусульман место, где, как утверждает традиция, похоронены патриархи, почитаемые в обеих религиях). В Пещере Патриархов он зашел в помещение, служащее мечетью, в своей офицерской армейской форме, делая вид, что он офицер-резервист, находящийся при несении службы. В то время в мечети находилось 800 человек, так как это было утро пятничной коллективной молитвы мусульман. Согласно официальной версии, Гольдштейн открыл огонь из автомата Галиля, убив 29 (39 или 52) молящихся и ранив, по разным оценкам, от 125 до 150.
Гольдштейн был забит до смерти огнетушителем, когда перезаряжал оружие. Таким образом, согласно заключению комиссии Шамгара, убийство Гольдштейна носило противозаконный характер.
Немедленно вслед за событиями 25 февраля начались волнения палестинцев, во время которых в течение следующей недели было убито 25 палестинцев и 5 израильтян. В связи с начавшимися волнениями израильские власти установили в Хевроне комендантский час, который касался только палестинских жителей города, в то время как все 400 евреев-поселенцев, проживающих в городе, могли свободно передвигаться по его восточному сектору.
Израильское правительство осудило бойню в Пещере Патриархов. Премьер-министр Израиля Ицхак Рабин позвонил лидеру ООП Ясиру Арафату и охарактеризовал происшествие как «отвратительное и преступное убийство».

## Место поклонения на могиле Гольдштейна
Гольдштейн был похоронен напротив Мемориального Парка Меира Кахане, в еврейском поселении Кирьят-Арба недалеко от Хеврона.
Могила стала местом паломничества израильтян, придерживающихся крайне правых взглядов. На надгробном камне написано «Святой Барух Гольдштейн, который отдал свою жизнь за Тору, евреев и народ Израиля». В 1996 году члены партии Авода выступили за то, чтобы импровизированная молельня и место для поклонений у могилы Гольдштейна были ликвидированы, а официальные лица в сфере безопасности Израиля выразили опасения, что происходящее у могилы может вдохновить других экстремистов.
В 1999 году, вслед за принятием закона о запрете установки могильных памятников террористам, а также после решения Верховного Суда, армия Израиля при помощи бульдозеров уничтожила молельню и место для поклонений у могилы Гольдштейна.

## Мнения о мотивах Гольдштейна
Существует мнение, что Барух Гольдштейн крайне отрицательно относился к Соглашениям в Осло между Израилем и Палестинской Автономией. Так, американский политолог Ян Лустик приводит следующее мнение, высказанное вдовой Гольдштейна Мириам (см. также):

Барух не был психопатом, он в точности знал, что он делает. Он запланировал сделать это с целью прекратить мирные переговоры. Он совершил это ради народа Израиля.

По мнению ряда произральских источников, Барух Гольдштейн своими действиями остановил готовящийся погром. Так, мать Гольдштейна называла теракт «превентивной атакой» и утверждала, что перед этими событиями в хевронских мечетях распространялись массовые призывы к резне евреев, в листовках и надписях на стенах в арабской части были призывы запасаться продуктами на период предстоящего после резни комендантского часа. По словам тех же авторов, о готовившемся погроме косвенно свидетельствует и «большое количество холодного оружия», найденного в мечети после убийства.

## Последствия теракта
Крупный теракт 6 апреля 1994 года в Афуле и последующие за ним теракты-самоубийства были объявлены ХАМАСом акциями возмездия за теракт Гольдштейна. При этом ХАМАС декларировал, что теракт Гольдштейна и последовавшие за ним столкновения между арабами и израильской армией в Хевроне, повлёкшие больше жертв, чем сам теракт, побудили его изменить тактику и перейти к нападению на гражданских лиц в пределах «зелёной черты». Однако не повлёкшие гражданских жертв теракты члены ХАМАС проводили в пределах зелёной черты и до этого. Также существует информация о терактах, которые ХАМАС планировал в Израиле до теракта Гольдштейна и которые были предотвращены израильскими спецслужбами.

## Официальная реакция
По решению правительства от 27 февраля 1994 года с целью расследования обстоятельств бойни была назначена следственная комиссия под руководством судьи Меира Шамгара. Кроме Шамгара в неё вошли также судьи Элиэзер Гольдберг и Абдельрахман Зуаби, профессор Менахем Яари и генерал-лейтенант Моше Леви.
В отчёте, поданном правительству 26 июня 1994 года, комиссия доложила о серьёзных недостатках в существующем методе охраны Пещеры Патриархов. Комиссия рекомендовала ввести в Пещере раздельные режимы молитв для мусульман и евреев, основать особое подразделение охраны Пещеры, запретить ношение оружия в пределах Пещеры и принять прочие шаги, направленные на поддержание безопасности в Пещере.
Комиссия включила в отчёт и более широкие рекомендации, как, например, определение необходимости возложить полномочия в области применения уголовного права по отношению к еврейским поселенцам на Западном берегу реки Иордан на органы полиции (а не армии) и определить инструкцию по сотрудничеству между армией и полицией в этой сфере, а также необходимости создания более ясных правил ведения боя в крайних случаях нарушения общественного порядка.
Рекомендации комиссии были исполнены: помимо прочего, были проведены перемены в режиме охраны Пещеры Патриархов, на территории Западного берега реки Иордан был создан особый полицейский округ (ивр. מחוז ש"י‎), и была сформулирована подробная инструкция о разделе полномочий и сотрудничестве между полицией и армией в вопросах борьбы с нарушением общественного порядка на контролируемых Израилем территориях.
В ноте, официально направленной 8 августа 1994 года Генеральному секретарю ООН, Израиль сообщил о мерах, предпринятых после теракта. Кроме результатов работы комиссии Шамгара, упоминались также следующие меры:
- Руководство Израиля и представители различных политических партий в резкой форме осудили происшествие 25 февраля, охарактеризовав его как теракт. Движения «Ках» и «Кахане хай», с которыми был связан Б. Гольдштейн, были запрещены.
- Семьям убитых и раненых (за исключением семьи самого Гольдштейна) была выплачена денежная компенсация.
- В Хевроне была создана временная группа международного присутствия («TIPH» англ.) в составе 90 человек. Предполагалось, что срок её деятельности ограничится 3 месяцами, но она просуществовала до 2019 года.
- Было принято решение об освобождении из тюрем и из-под ареста 800 палестинцев[37].